# فورت فرونتناک

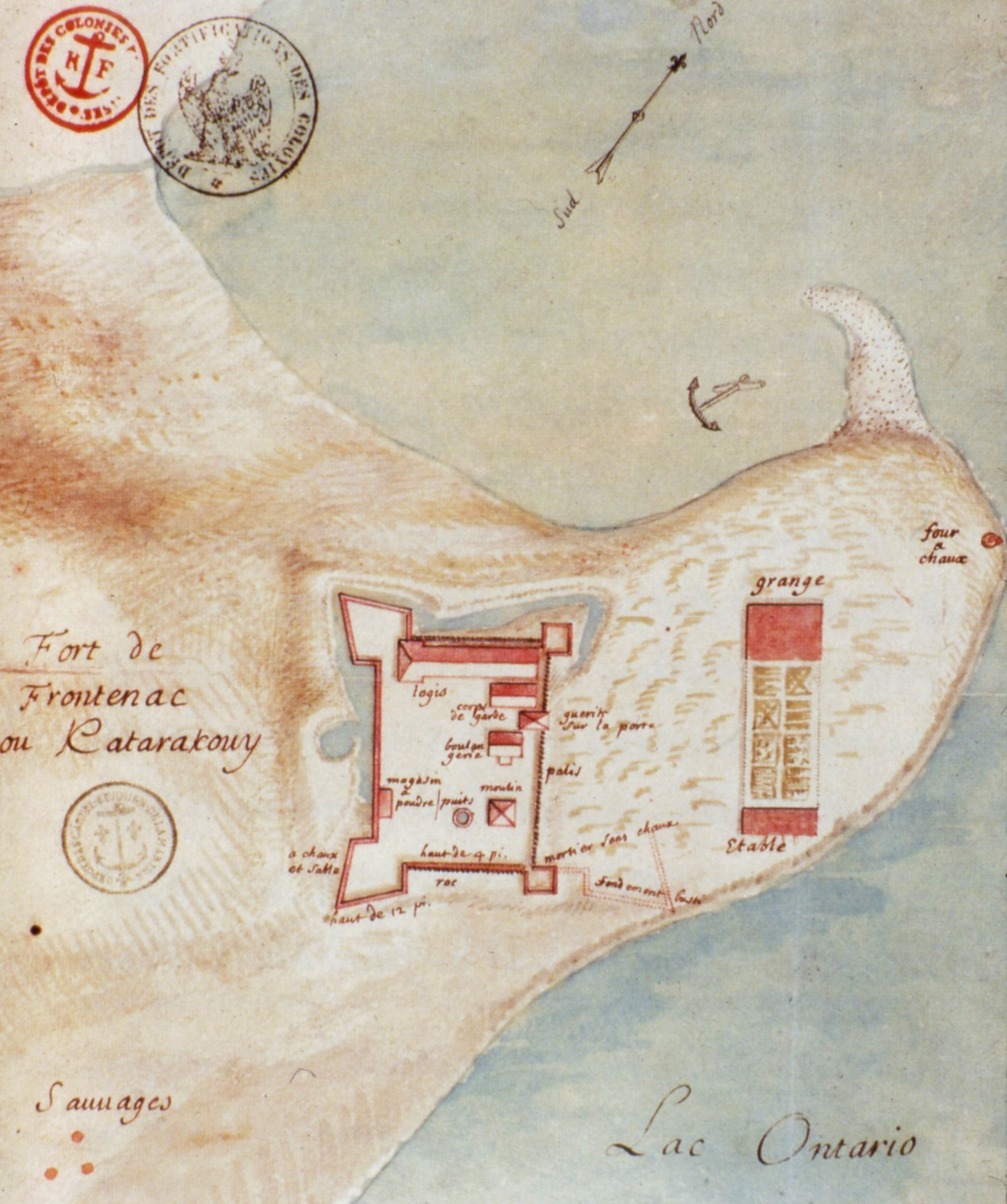
نقشهٔ فورت فرونتناک در ۱۶۸۵

فورت فرونتناک(به فرانسوی: Fort Frontenac) نام دژی بوده فرانسوی که به انگیزه‌های نظامی و نیز کاربرد پست‌خانه‌ای در ۱۶۷۳ و در جای کنونی کینگستن، انتاریو در کانادا ساخته شده‌بود. این دژ در جایی استراتژیک ساخته‌شده بود، بر دهانهٔ رود کاتاراکی و در جایی که رود سن لارنس دریاچهٔ انتاریو را ترک می‌کند. این سنگر نام خود را از لویی دو فرنتناک فرماندار فرانسه نو وام‌دارد چرا که او مجری ساخت این سنگر بود. این سنگر را به دلیل جای ساختش فورت کاتاراکی نیز خوانده‌اند.

## تاریخچه
این دژ دو جنگ را به خود دید. یکی در سال ۱۶۸۸ که سرخ‌پوستان ایروکوی آن را به محاصره درآوردند و دیگر نبرد سنگر فرونتناک در ۱۷۵۸ میلادی. در مورد نخست شهربندان سرخ‌پوستان دو ماه به درازا کشید. اگرچه سنگر پایدار ماند ولی سکونت‌گاه‌های گرد آن ویران شد و بسیاری از دژنشینان مردند. البته دلیل مرگ بیشترشان بیماری اسکوربوت بود. سرانجام فرانسویان آنجا را رها کردند ولی پیش از رهاکردن دست به ویرانی آن زدند. سپس در ۱۶۹۵ دوباره بر آن چیره‌گشتند و بازسازیش کردند.
مورد دوم در پی رقابت میان انگلستان و فرانسه برای چیرگی بر آمریکای شمالی و آنگاه جنگ هفت‌ساله میان این دو کشور رخ داد. در ۱۷۵۸ انگلیسان با ۳ هزار نیرو بر این دژ تاختند. در پادگان شهر ۱۱۰ مرد جنگی بود که به پدافند برخاستند. ولی سرانجام در برابر رهایی از مرگ دژ را به انگلیسیان سپردند. انگلیس‌ها نیز پس از دستیابی به تجهیزات و مهمات درون دژ آن را ویران ساختند.